# Hořící keř (film)
Hořící keř je třídílný televizní film HBO z roku 2013 o Janu Palachovi a hlavně událostech mezi jeho blízkými po jeho sebeupálení, který natočila Agnieszka Holland. Pojednává o advokátce Dagmar Burešové (Táňa Pauhofová), která podala žalobu na vysoce postaveného komunistického funkcionáře Viléma Nového (Martin Huba) kvůli jeho lživým výrokům o Palachově smrti.
Na historickou přesnost scénáře dohlédl Petr Blažek z Ústavu pro studium totalitních režimů. Jiří Černý, který do filmu navrhoval dobovou hudbu, říká: „Nic silnějšího a hlubšího o tzv. normalizaci jsem zatím neviděl.“
12. září 2013 byl v kinech Cinestar uveden 206 minut dlouhý sestřih. V kinech jej v roce 2013 vidělo 17 384 diváků.
Film byl vyslán za Česko na Oscara v kategorii nejlepší cizojazyčný film, americká Akademie jej ale neuznala, a tak jeho místo zaujali Donšajni Jiřího Menzela.

## Výroba
Film se natáčel od března do 20. května 2012. Natáčení probíhalo mimo jiné ve Všetatech, odkud Palach pocházel, a na Olšanských hřbitovech (scény z pohřbu a exhumace jeho ostatků příslušníky StB). K dalším lokacím se řadilo autentické prostředí v hotelu Merkur v České Lípě, kde měl proslov Vilém Nový. Scéna upálení na Václavském náměstí byla natočena ve vozovně ve Střešovicích kvůli tomu, že v roce 1969 na Václavském náměstí ještě jezdily tramvaje. Budova Národního muzea byla do natočených záběrů přidána později počítačově. Ústřední píseň Directions je od skupiny Republic of Two.
Scéna ve třetím dílu, kdy lidé v tramvaji poznávají paní Palachovou, nebyla v původním scénáři. Vymyslela ji režisérka filmu na základě své obdobné zkušenosti s Josefem Smrkovským z roku 1969.
Olbram Zoubek pro natáčení zapůjčil Palachovu posmrtnou masku.
Záběry z natáčení Hořícího keře se objevují v souběžně točeném dokumentu o osobě režisérky Návrat Agnieszky H.

## Děj
Drama vypráví o následcích Palachovy oběti a počátcích normalizace v posrpnové ČSSR. Jeho hlavní postavou je advokátka Dagmar Burešová (Táňa Pauhofová), která zastupovala Palachovu matku Libuši (Jaroslava Pokorná) a bratra Jiřího (Petr Stach) ve zdánlivě beznadějné soudní kauze. Důvodem žaloby blízkých mrtvého studenta bylo skandální nařčení od poslance Viléma Nového (Martin Huba). Ten Palachův čin zlehčoval na stranickém mítinku v České Lípě lživým prohlášením o takzvaném „studeném ohni“. Film, rozčleněný do tří samostatných kapitol, připomíná i sebeobětování Jana Zajíce z února 1969. Zobrazuje také dění ve studentských kruzích a kolaborantské aktivity příslušníků StB, již se Palachův odkaz snažili vymazat z národního povědomí.
Drama vypráví o individuální statečnosti, ale i o lámání charakterů a následné mravní devastaci, s nimiž se česká společnost potýká i v polistopadových dobách. Zdůrazňuje roli jedinců, kteří riskují existence, či dokonce obětují život kvůli zdánlivě nedosažitelným ideálům. Epilog pak připomíná události z ledna 1989 během takzvaného „Palachova týdne“.

### Odlišnosti od skutečných událostí
Postava studentského vůdce Ondřeje Trávníčka je složena z více skutečných osob, hlavním předobrazem byl Lubomír Holeček. Holeček mj. četl vzkaz v televizi, nikoliv Hana Čížková, jak je tomu ve filmu. Po návštěvě u Jana Palacha v nemocnici je jeho matka hospitalizována na psychiatrickém oddělení, ve skutečnosti zde byl hospitalizován i Jiří Palach. Další odlišností od skutečnosti je to, že Jan Zajíc před svým upálením nevypil kyselinu. Dagmar Burešová ve filmu váhá před tím, než vezme případ, údajně jej však přijala okamžitě, stejně jako její manžel. Odlišně proběhla exhumace Palachových ostatků i soudní proces. U soudu byli Pavel Kohout, Emil Zátopek, Lubomír Holeček, Vladimír Škutina a Luděk Pachman, což ve filmu chybí.

## Obsazení
| Táňa Pauhofová        | Dagmar Burešová   |
| Jaroslava Pokorná     | Libuše Palachová  |
| Petr Stach            | Jiří Palach       |
| Igor Bareš            | major Dočekal     |
| Vojtěch Kotek         | Ondřej Trávníček  |
| Jan Budař             | Radim Bureš       |
| Adrian Jastraban      | Vladimír Charouz  |
| Ivan Trojan           | major Jireš       |
| Patrik Děrgel         | Pavel Janda       |
| Denny Ratajský        | poručík Boček     |
| Tomáš Dianiška        | Mlíko             |
| Jenovéfa Boková       | Vlaďka Charouzová |
| Ivana Uhlířová        | soudkyně Orlová   |
| Stanislav Zindulka    | JUDr. Sládeček    |
| Ondřej Malý           | JUDr. Knapp       |
| Martin Huba           | Vilém Nový        |
| Míša Procházková      | Zuzanka Burešová  |
| Tereza Korejsová      | Lucinka Burešová  |
| Alois Švehlík         | náčelník Horyna   |
| Hana Marie Maroušková | Ilona Palachová   |
| Jiří Bábek            | šachista Pachman  |
| Miroslav Krobot       | průvodčí Jiřička  |
| Emma Smetana          | Hana Čížková      |
| Taťjana Medvecká      | MUDr. Ziková      |
| Pavel Cisovský        | soudruh Hazura    |

## Ocenění
Film získal v rámci cen Českého filmového a televizního svazu Trilobit Cenu Václava Havla a Trilobitem byla oceněna i herečka Jaroslava Pokorná. Na vyhlašování Cen české filmové kritiky zazářil celkem sedmkrát.
Na soutěži Český lev získal film celkem 14 nominací, přičemž v 11 zvítězil.
| Nominace                                                         | Výsledek                        |
| ---------------------------------------------------------------- | ------------------------------- |
| Nejlepší film                                                    | vítězství                       |
| Nejlepší režie Agnieszka Hollandová                              | vítězství                       |
| Nejlepší ženský herecký výkon v hlavní roli Tatiana Pauhofová    | nominace                        |
| Nejlepší mužský herecký výkon v hlavní roli Petr Stach           | nominace                        |
| Nejlepší ženský herecký výkon ve vedlejší roli Jaroslava Pokorná | vítězství                       |
| Nejlepší mužský herecký výkon ve vedlejší roli Ivan Trojan       | nominace                        |
| Nejlepší scénář Štěpán Hulík                                     | vítězství                       |
| Nejlepší kamera Martin Štrba                                     | vítězství                       |
| Nejlepší střih Pavel Hrdlička                                    | vítězství                       |
| Nejlepší zvuk Petr Čechák, Marek Hart                            | vítězství                       |
| Nejlepší hudba Antoni Komasa-Lazarkiewicz                        | vítězství                       |
| Nejlepší filmová scénografie Milan Býček                         | vítězství                       |
| Nejlepší kostýmy Katarína Hollá                                  | vítězství                       |
| Nejlepší masky Zdeněk Klika                                      | vítězství                       |
| Speciální cena                                                   | Cena za nejlepší filmový plakát |

Na festivalu Finále Plzeň byl film oceněn Výroční cenou Asociace českých filmových klubů.
Film byl vyslán za Česko na Oscara v kategorii nejlepší cizojazyčný film, americká Akademie jej ale neuznala, a tak jeho místo zaujali Donšajni Jiřího Menzela. Hořící keř byl přihlášen do soutěže o Zlaté glóby v kategorii Zlatý glóbus za nejlepší cizojazyčný film, nominován však nebyl.
V červnu 2013 byl uveden na televizním festivalu v Monte Carlu, kde získal cenu Zlatá nymfa v kategorii nejlepší herec v minisérii (pro Ivana Trojana). V dubnu 2014 získal hlavní cenu CIGNIS na MFF v Hongkongu. V květnu 2014 byl uveden na festivalu v Soulu za účasti Tatiany Pauhofové.

## Recenze
- Alena Prokopová
- Jan Gregor, Aktuálně.cz
- Mirka Spáčilová, iDNES.cz
- Daniel Krásný, TVZone.cz  první díl,  celá série
- Peter Bališ, feelingmovies.sk
- Martin Svoboda, SerialZone

## Film o filmu
Televizní film o filmu natočil Lukáš Kokeš, stopáž 27 minut.

## Doprovodné akce

### Věrný zůstanu
Drama Hořící keř doplňuje internetový projekt vernyzustanu.cz, jenž ve své první fázi obsahuje rozhovory s pamětníky. K osobnostem, které pro HBO Europe poskytly svá svědectví o konci šedesátých let, husákovské normalizaci i o přelomovém roce 1989, patří Madeleine Albright, Kamila Moučková, Jiří Stránský, Olbram Zoubek, Dana Němcová, Ivan M. Havel, Vlasta Chramostová, Stanislav Milota či Věra Čáslavská. Na Palachův čin a jeho ohlasy vzpomínají také jeho spolužáci.

### Další doprovodné akce
Některé projekce doplňovala beseda s tvůrci a s historikem Petrem Blažkem; na besedách se podílelo také Národní muzeum. Zapojeny byly i školy v rámci vzdělávacího projektu „I zlo může mít pozlátko“ – kromě projekcí filmu byl např. zdarma zpřístupněn Národní památník na Vítkově. Drobné rekvizity a ukázky z filmu jsou součástí putovní výstavy „Jan Palach 69“, která během roku 2013 projde evropskými Českými centry. Tuto výstavu vytvořilo Národní muzeum ve spolupráci s ÚSTR a Filozofickou fakultou Univerzity Karlovy.

## Uvedení v zahraničí
Film byl uveden i v ostatních evropských pobočkách HBO. 24. února má premiéru v Polsku, v dalších zemích 3. března. V různých podobách střihu se film prodal do 40 zemí.